# Opius scleroticus
Opius scleroticus är en stekelart som beskrevs av Fischer 1972. Opius scleroticus ingår i släktet Opius och familjen bracksteklar. Inga underarter finns listade i Catalogue of Life.